# Тумлонґ
Тумлонґ (англ. Tumlong) — невеличке селище в Північному Сіккімі на висоті 1473 м над рівнем моря, що було третьою столицею незалежної Сіккімської держави.
Столиця Сіккіму була перенесена до Тумлонґу з Рабденце, зруйнованого непальцями в 1793 році, чоґ'ялом (монархом) Сіккіму Цудпхудом Намґ'ялом. В 1894 році чоґ'ял Тхутоб Намґ'ял переніс столицю з Тумлоґу до Ґанґтоку.
Зараз це невелике селище з населенням до 100 мешканців змішаного походження. Тут діє початкова школа та споруджується лікарня.
| Індія | Це незавершена стаття з географії Індії. Ви можете допомогти проєкту, виправивши або дописавши її. |